# Юферов, Николай Петрович
Никола́й Петро́вич Ю́феров (17 ноября 1922 года — 19 апреля 1982 года) — советский военный лётчик, полковник (1978), Герой Советского Союза (1945), участник Великой Отечественной войны в должности командира звена 96-го отдельного корректировочно-разведывательного авиационного полка 17-й воздушной армии 3-го Украинского фронта.

## Биография
Николай Петрович Юферов родился 17 ноября 1922 года в городе Гори в Грузии. Там же учился и работал.
В Красную Армию был призван в 1940 году. Окончил Кировабадскую военно-авиационную школу пилотов в 1941 году.
Участник Великой Отечественной войны с мая 1943 года. Изначально воевал на Юго-Западном фронте, а затем на 3-м Украинском фронте.
Командир звена 96-го отдельного корректировочно-разведывательного авиационного полка (17-я воздушная армия, 3-й Украинский фронт) старший лейтенант Юферов к марту 1945 совершил 117 боевых вылетов на разведку войск противника, фотографирование оборонительных рубежей, корректирование артиллерийского огня.
Всего за время войны Николай Петрович Юферов сделал более 130 боевых вылетов, разведал шестнадцать крупных скоплений войск, сфотографировал 1200 километров площади переднего края обороны противника.
После войны до 1978 года служил в ВВС. В 1950 окончил Высшие лётно-тактические КУОС, в 1955 — Военно-воздушную академию.
После ухода в запас работал в геологическом институте. Проживал в пгт Монино Московской области.

## Награды
- Медаль «Золотая Звезда» Героя Советского Союза;
- орден Ленина;
- два ордена Красного Знамени;
- орден Отечественной войны I степени;
- орден Красной Звезды;
- орден «За службу Родине в Вооружённых Силах СССР» III степени;
- медали.

## Память
- В посёлке Монино Московской области на доме № 7 по улице Маслова, где проживал Герой Советского Союза, установлена мемориальная доска.